# فلوریس خوسینن
فلوریس خوسینن (هلندی: Floris Goesinnen؛ زادهٔ ۳۰ اکتبر ۱۹۸۳) دوچرخه‌سوار اهل هلند است.